# Amata kruegeri
Amata kruegeri — вид лускокрилих комах родини еребід (Arctiidae). Поширений у Південній та Східній Європі.

## Спосіб життя
Віддає перевагу необробленим лукам на узліссях, багатих дикими рослинами та квітами. Літ метеликів відбувається між квітнем і травнем, і їх зазвичай можна спостерігати навіть удень, але переважно в сутінках. Личинки живляться різними низькорослими рослинами, включаючи види подорожника (Plantago), щавелю (Rumex), підмаренника (Galium) і кульбаби (Taraxacum).

## Підвиди
- Amata kruegeri kruegeri (Сицилія)
- Amata kruegeri albionica Dufay, 1965 (південь Франції)
- Amata kruegeri marjana (Stauder, 1913) (Балкани)
- Amata kruegeri odessana Obraztsov, 1935 (південь України)
- Amata kruegeri pedemontii (Rocci, 1941)
- Amata kruegeri quercii (Verity, 1914)
- Amata kruegeri sheljuzhkoi (Obraztsov, 1966) (Дагестан)